# Alchemilla hildebrandtii
Alchemilla hildebrandtii là loài thực vật có hoa trong họ Hoa hồng. Loài này được Engl. mô tả khoa học đầu tiên năm 1911.